# Rensy Barradas
Rensy Barradas (ur. 21 października 1990 w Willemstad) – arubański piłkarz występujący na pozycji napastnika, obecnie zawodnik holenderskiego RVVH.

## Kariera klubowa
Barradas rozpoczynał karierę piłkarską w czwartoligowej holenderskiej drużynie Vitesse Delft. Latem 2011 przeszedł do RVVH Ridderkerk, występującego w tej samej klasie rozgrywkowej.

## Kariera reprezentacyjna
W 2011 roku Barradas wystąpił w dwóch spotkaniach reprezentacji Aruby U–23 w ramach wstępnych kwalifikacji do Igrzysk Olimpijskich w Londynie. Jego drużyna po zwycięstwie i porażce odpadła wówczas już w pierwszej rundzie, zajmując drugie miejsce w grupie.
W seniorskiej reprezentacji Aruby Barradas zadebiutował 8 lipca 2011 w wygranym 4:2 spotkaniu z Saint Lucia, wchodzącym w skład eliminacji do Mistrzostw Świata 2014. Trzy dni później, w przegranym 2:4 meczu rewanżowym z tym samym rywalem po raz pierwszy w kadrze wpisał się na listę strzelców, jednak jego zespół nie zdołał się zakwalifikować na mundial.